# Clinchamps-sur-Orne
Clinchamps-sur-Orne (Ausspracheⓘ) ist eine ehemalige französische Gemeinde mit zuletzt 1131 Einwohnern (Stand: 1. Januar 2014) im Département Calvados in der Region Normandie. Die Einwohner werden als Clinchampois bezeichnet.
Zum 1. Januar 2017 wurde Clinchamps-sur-Orne im Zuge einer Gebietsreform zusammen mit der benachbarten Gemeinde Laize-la-Ville zur neuen Gemeinde Laize-Clinchamps fusioniert.

## Geografie
Clinchamps-sur-Orne liegt etwa zwölf Kilometer südlich von Caen. Im Norden und Nordwesten wird die ehemalige Gemeinde durch die Orne begrenzt. Umgeben wurde die Gemeinde von Feuguerolles-Bully im Norden, May-sur-Orne im Nordosten, Laize-la-Ville im Osten, Fresney-le-Puceux im Südosten, Boulon im Süden, Mutrécy im Südwesten sowie Amayé-sur-Orne in westlicher und nordwestlicher Richtung.

## Bevölkerungsentwicklung
| Jahr                              | 1793 | 1836 | 1876 | 1926 | 1946 | 1968 | 1990 | 1999 | 2011 |
| Einwohner                         | 705  | 832  | 680  | 427  | 478  | 532  | 804  | 969  | 1098 |
| Quellen: Cassini, EHESS und INSEE |      |      |      |      |      |      |      |      |      |

## Sehenswürdigkeiten

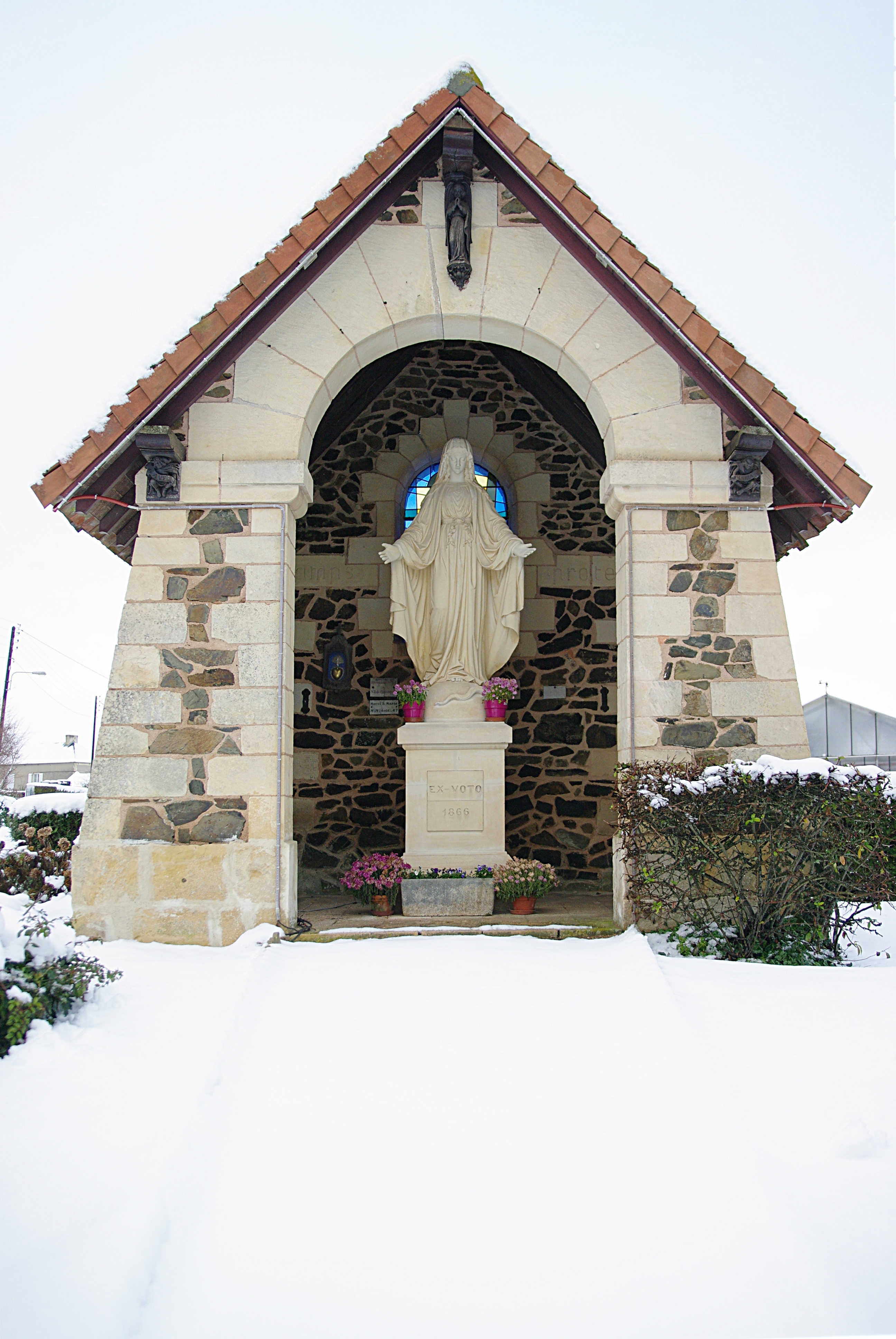
Oratorium

- Kirche Notre-Dame, (weiter-)gebaut im 11., 14. und 19. Jahrhundert, Turm aus dem 12. Jahrhundert als Monument historique registriert[3]
- Schlossgebäude
- Oratorium
- Lavoirs